# 제2신속대응사단
제2신속대응사단(第二迅速對應師團, 2nd Quick Response Division, 상징명칭: 노도부대)은 경기도 양평군에 있는 대한민국 육군 최초의 공정 사단이다. 제7기동군단 예하에 배속되어 있으며 헬리콥터와 수송기를 이용한 공중강습 신속대응부대 임무를 수행한다.

## 역사
2021년 1월 1일 경기도 양평군에서 제7기동군단 예하 사단으로 창설되었다. 2019년 12월에 해체된 옛 제2보병사단의 상징명칭인 "노도부대"와 부대표지를 계승하였다. 사단 창설과 함께 기존에 제2작전사령부에 배속되어 있었던 제201특공여단과 제203특공여단을 각각 제201신속대응여단과 제203신속대응여단으로 개편하여 예하에 배속받았다.

## 편제
- 직할대
  - 전투지원대대
  - 정보통신대
  - 본부근무대
  - 선견대
- 제201신속대응여단[내용 2]
  - 제1신속대응대대 (독수리)
  - 제2신속대응대대 (비호)
  - 제3신속대응대대 (백호)
  - 제959포병대대
- 제203신속대응여단[내용 3]
  - 제1신속대응대대
  - 제2신속대응대대
  - 제3신속대응대대
  - 제531포병대대

## 사단가
```
백절불굴 불퇴전의 빛나는 전통.

평화와 번영 위해 노도와 같이!

하늘과 땅으로 승리만 있으니

북진의 선봉이다! 신속대응사단!

```

## 같이 보기
- 제2보병사단 (대한민국)
- 해병대 신속기동부대

### 내용주
1. ↑  제2신속대응사단의 부대표지는 기존 제2보병사단의 부대표지에서 공중강습 신속대응부대로서의 특성을 강조하는 "AIRBORNE"이 적힌 리본이 상단에 추가된 형태이다.
2. ↑  구 제201특공여단
3. ↑  구 제203특공여단

### 참조주
1. ↑  제 2 신속대응사단(이하 2사단)의 부대 관리와 교육훈련은 제 7 기동군단의 통제를 받지만 2사단의 작전 통제권은 제 2 작전사령부가 보유하고 있다. 그 이유는 2사단 예하 부대인 201, 203 신속대응여단이 제 2 작전사령부의 관할 구역에 위치하고 있기 때문이다.
2. ↑  해체된 제 20 기계화보병사단의 사령부에 입주해 있다.
3. ↑  전신인 제 2 보병사단의 상징 명칭을 그대로 계승하였다.
4. ↑  이철재 (2021년 1월 1일). “[단독]"송영무 아이디어" 육해공 동시공격 韓최초 공수사단”. 《중앙일보》. 2021년 5월 31일에 확인함.
5. ↑  정빛나 (2021년 1월 1일). “육군 신속대응사단 창설…테러·국지도발 등 '즉각 투입'”. 《연합뉴스》. 2021년 5월 31일에 확인함.